# Robert Accard
Pour les articles homonymes, voir Accard.
Robert Accard est un footballeur français né le 26 novembre 1897 à Lisieux (Calvados), mort le 15 octobre 1971 au Havre (Seine-Maritime).

## Biographie
Robert Accard joue au poste d'intérieur (milieu de terrain) au Havre AC (1918-25) et Stade havrais avant de devenir entraîneur du Stade français, au début des années 1930. Il invente alors la tactique défensive du « béton » qui servira de modèle au « verrou » suisse puis au « catenaccio » italien.

## Palmarès (joueur)
- Champion de France USFSA en 1919 avec Le Havre AC
- Finaliste de la Coupe de France en 1920 avec Le Havre AC
- Vainqueur de la Coupe de Normandie en 1930 avec le Stade havrais
- 6 sélections (1 but) en équipe de France entre 1922 et 1926